# Mercedes-Benz Vision CLS
La Mercedes-Benz Vision CLS est un concept car de Mercedes-Benz qui a été introduit en 2003 et qui a ensuite été produit en série sous le nom de Mercedes-Benz CLS.

## Présentation
Le modèle a été présenté à l'automne 2003 au Salon de l'automobile de Francfort-sur-le-Main. L'objectif était de construire un coupé spacieux à quatre portes. Selon Mercedes-Benz, il s’agit «à la fois d’un coupé et d’une berline».

## Caractéristiques
Le véhicule était propulsé par un moteur Diesel six cylindres. Il produit 195 kilowatts (265 chevaux). La puissance du moteur est transmise à l’essieu arrière via une transmission automatique à sept rapports.
Les particularités étaient le concept d'un coupé quatre portes et la carrosserie associée ainsi que le grand espace pour un coupé. Ce qui était nouveau, c'était l'apparence de l'avant avec des feux de virage et des feux de brouillard actifs. La ceinture de caisse est haute et est soulignée par une ligne distinctive; Cela donne «l’impression d’être assis en toute sécurité dans le véhicule». La ligne de toit est prononcée : elle s'incurve sur la carrosserie et «plonge doucement vers l'arrière».
L'intérieur est conçu avec des couleurs vives et conviviales; Les éléments de design étaient principalement fabriqués à partir de cuir naturel et de bois. Le cuir est utilisé, entre autres, pour la surface du tableau de bord et les panneaux des montants A, les sièges de véhicule et les panneaux de porte intérieurs. Du bois de chêne est utilisé pour les éléments en bois. Le toit est en grande partie constitué de verre, laissant entrer beaucoup de lumière à l’intérieur et créant une «agréable sensation d’espace».
La distance entre les sièges avant et arrière est de 83 centimètres et est donc comparable à celle d'une berline. La hauteur sous plafond à l'arrière est de 92 centimètres; le volume du coffre est de 470 litres.
Le véhicule comprend des airbags frontaux, de fenêtre et latéraux ainsi que des prétensionneur de ceinture et des limiteurs d'effort de ceinture à deux niveaux sur tous les sièges. Les feux de virage, les feux de brouillard actifs et le système de freinage électro-hydraulique sont d'autres caractéristiques techniques. La Mercedes-Benz Vision CLS accélère de zéro à 100 kilomètres par heure en 6,4 secondes; la vitesse de pointe est électroniquement limitée à 250 kilomètres par heure. La consommation de carburant est de 7,5 litres aux 100 kilomètres.

## Production en série
Mercedes-Benz a décidé de l'avenir du concept car en tant que véhicule de série après un vote du public. Il était enthousiasmé par la voiture, c'est pourquoi la Mercedes-Benz Vision CLS est entrée en production en série : en tant que Mercedes-Benz CLS à partir de 2004.